# Josef Stejskal (politik KSČ)
Josef Stejskal (7. října 1922 – ???) byl český a československý politik Komunistické strany Československa a poúnorový poslanec Národního shromáždění ČSR.

## Biografie
Ve volbách roku 1954 byl zvolen za KSČ do Národního shromáždění ve volebním obvodu Přelouč-Čáslav. V parlamentu setrval až do konce funkčního období, tedy do voleb roku 1960. K roku 1954 se profesně uvádí jako řidič rypadel národního podniku MKZ Chvaletice.